# Мій друг Зиґмунд Фройд
Мій друг Зиґмунд Фройд (нім. Der Trafikant) — австрійсько-німецький історичний фільм Ніколауса Лейтнера 2018 року за мотивами однойменного роману Роберта Сітхалера (2012) з Симоном Морзе в ролі Франца Хухеля, Бруно Ганцем в ролі Зігмунда Фрейда та Йоганнесом Кришем в ролі Отто Тршнека.
Прем'єра відбулася 21 серпня 2018 року на кінофестивалі в Кіцбюелі. Фільм показали на Гамбургському кінофестивалі 30 вересня.

## У ролях
- Симон Морзе — Франц Хухель
- Бруно Ганц — Зиґмунд Фройд
- Емма Дрогунова — Анежка
- Йоганнес Кріш — Отто Трснєк
- Каролайн Айхгорн — Анна Фройд
- Ельфріда Іралл — Марта Фройд
- Регіна Фріч — Маргарет Хухель
- Фріц Еггер — Алоїз Прайнінгер
- Анжеліка Штрасер — пані Вайтхаммер
- Карл Ахляйтнер — пастор
- Антон Альгранг — офіціант у приміському кафе
- Томас Мраз — ведучий
- Ерні Мангольд — стара жінка на вокзалі
- Герті Драссль — замовник
- Майкл Фітц — Червоний Егон
- Райнер Вёсс — м'ясник Росшубер
- Сабіна Гергет — пані Росшубер
- Барбара Шпіц — місіс Баклтон
- Олександр Е. Феннон — портер у готелі «Метрополь»
- Мартін Обергаузер — офіціант у кав'ярні
- Райнер Допплер — ведучий у Wilden Mann

## Виробництво та передумови

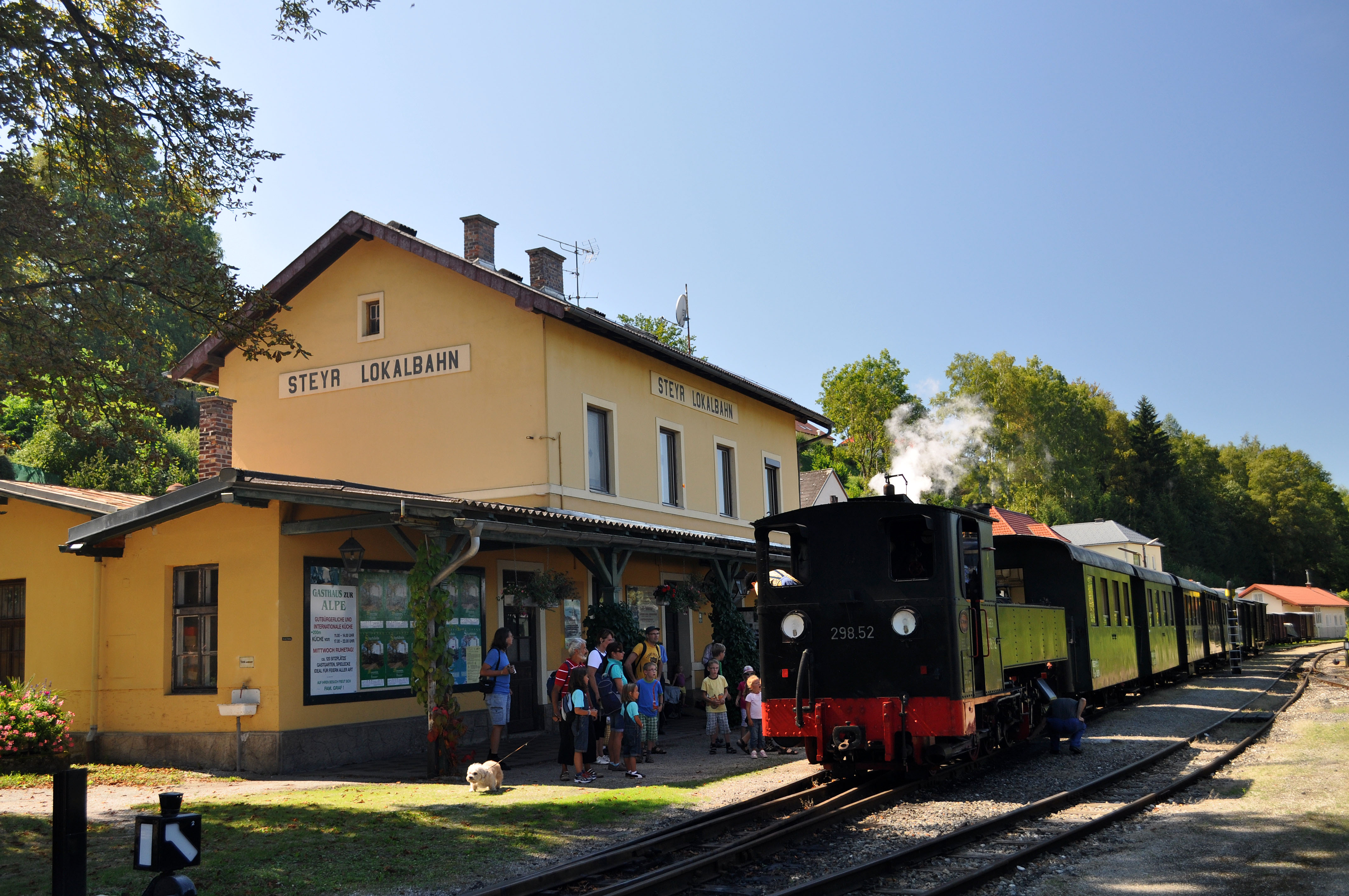
Одне з місць розташування: місцевий залізничний вокзал Штейртальбан в Штайрі

Знімання відбувалося з 2 до 22 листопада 2017 року. Фільм знімали у Відні, Баварії, Південному Тіролі та Верхній Австрії. Місця знімання включали місцеву залізничну станцію Штайртальбан у Штайрі, Штерцінг та Мюнхнерштрассе в Баварії. Сцени, що відбуваються в Берггассе в дев'ятому районі Відня Альсергрунд, були зняті в третьому районі позаду Хоймаркта. Сцени у віденському Вестбанхофі, знімалися в історичному залі залізничного музею Штрасгофа за технологією зеленого екрану.

## Нагороди та номінації
Австрійська кінопремія 2019

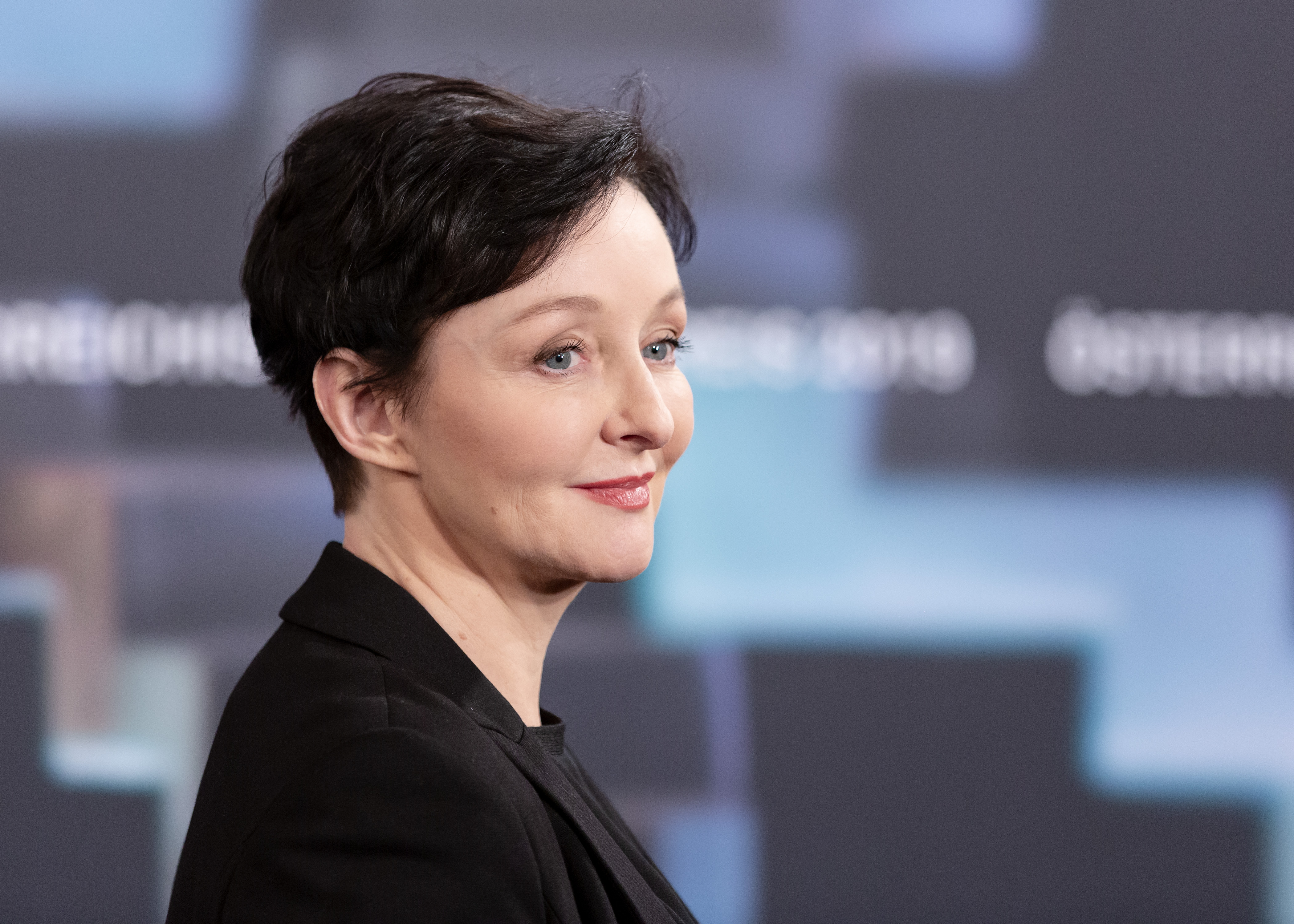
Регіна Фріч (2019)

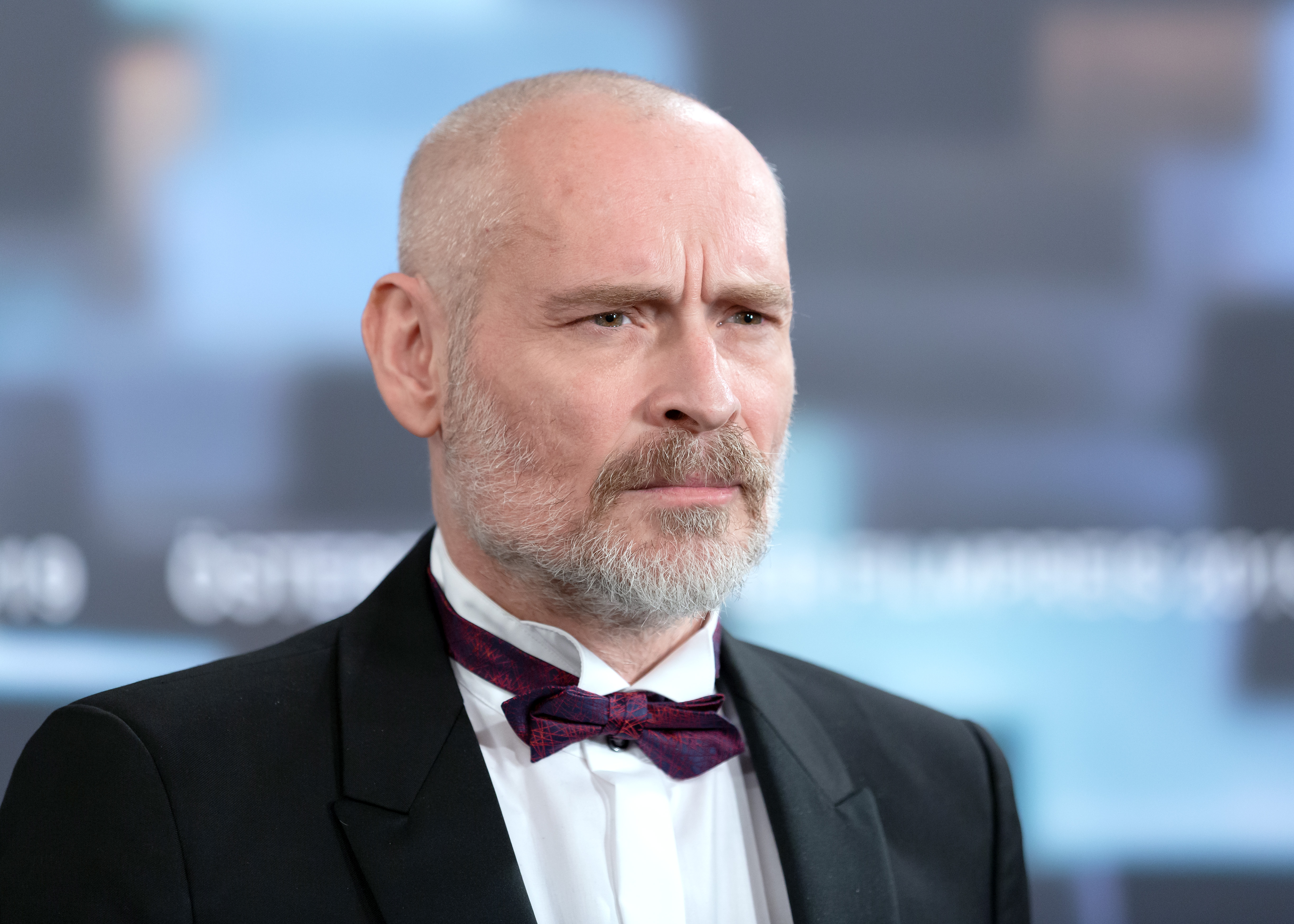
Йоганнес Кріш (2019)

- Номінація на найкращу жіночу роль другого плану (Регіна Фріч)
- Номінація на найкращу чоловічу роль другого плану (Йоганнес Криш)
- Номінація на найкращий дизайн костюмів (Катерина Чепек)
- Номінація на найкращу музику (Маттіас Вебер)

Кінофестиваль Bozen 2019
- Премія «Золотий Вальтер»[10]

Премія New Faces 2019
- Номінація в категорії Найкращий молодий актор (Саймон Морзе)[11]

Премія CIVIS Cinema 2019
- Нагороджена премією глядачів європейські кінопродукції[12][13][14]